# Волиняни (ансамбль)
Фольклорний ансамбль «Волиняни» кафедри музичного фольклору Інституту мистецтв Рівненського державного гуманітарного університету, керівник: Гапон Людмила Дмитрівна.

## Історія колективу
Фольклорний ансамбль «Волиняни» створений у вересні 1994 року на базі Рівненського державного інституту культури. Головно метою є дослідження та відтворення пісенної традиції Волині і Західного Полісся.

## Участь у конкурсах
Колектив дипломант та лауреат численних міжнародних, всеукраїнських, обласних фестивалів та конкурсів традиційного музичного мистецтва: «Лесина пісня» (м. Луцьк, 1995), «Коляда» (м. Рівне, 1996, 1999, 2002, 2003, 2004), "Древлянські джерела " (м. Рівне, 1998, 2000, 2003, 2007), «Тарас Бульба» (м. Дубно, 2002), «Підляська осінь» (м. Більськ-Підляський, Польща, 2002), «Великодні піснеспіви» (м. Рівне, 2003), «Берегиня» (М. Луцьк, 2004, 2007, 2010), учасник творчого звіту Рівненщини у Національному Палаці культури «Україна» (м. Київ, 2004), «Червона рута» (м. Київ, 2011, 2013), «Зустрічаємо Різдво» (м. Рівне, 2011, 2015), «Різдвяні піснеспіви» (м. Рівне, 2011—2016 рр.), «Галас» (м. Остріг, 2012), «Поліська Січ» (м. Рівне, 2013).

## Випускники ансамблю
Випускники-учасники ансамблю (44 чол.)
За роки діяльності відтворено 44 обрядодії (25 родинно-обрядових; 6 сезонно-трудових; 13 календарно-обрядових). У репертуарі більше 100 народновокальних творів різних жанрів, записаних учасниками та керівником у численних експедиціях.
18 випускників — керівники фольклорних колективів: Руслана Савчук — зразковий дитячий ФА с. Уховецьк, Волинської області
Лілія Форсюк та Оксана Синюк — народний ФА РБНТ смт. Ківерці, Волинської області
Світлана Шалахай — ФА смт. Локачі, Волинської області
Василь Повх — вокальний гурт смт. Ратно, Волинської області
Ольга Гаврилюк — дитячий ФА м. Кобрин, Білорусь
Тетяна Августинович — народний ФА с. Михайлючка, Хмельницької області
Майя Сайпель — зразковий дитячий ФА смт. Славута, Хмельницької області
Тетяна Біла — зразковий дитячий ФА ДМШ смт. Славута, Хмельницької області
Тетяна Підберезна — дитячий ФА смт. Антоніни, Хмельницької області
Людмила Сідлецька — дитячий ФА с. Червоний Цвіт, Хмельницької області
Вікторія Семчук — зразковий дитячий ФА м. Коломия, Івано-Франківської області
Лілія Семенюк, Галина Федькевич, Наталія Боярська — дитячі ФА Етнокультурного центру ПДМ м. Рівне
Юлія Кухарук — дитячий ФА м. Забороль, Рівненської області
Оксана Киц — дитячий ФА с. Грушвиця, Рівненської області
Юлія Муравська — дитячий ФА м. Нетішин, Хмельницької області
Марія Дехтяр — гурток ЗОШ с. Оржів, Рівненської області
Оксана Савчук — ведуча Рівненського державного телебачення, автор багатьох фільмів про традиційне музичне мистецтво
Андрій та Олена Мигуля — учасники фольклорного гурту Ковельського РЦНТ, Волинської області
Наталія Боярська — актриса Рівненського обласного музично-драматичного театру ім. Т. Г. Шевченка
Ірина Загородня, Вікторія Ігнатишина — учасниці фольклорного гурту «Сільська музика», ЕКЦ ПДМ м. Рівне
Світлана Юзюк, Ріта Рагімова, Юлія Миколайчук — учасниці фолькгурту «Дуліби», м. Рівне
Сергій Чернюк — акомпоніатор ЦНТ м. Славута, Хмельницької області

## Фотографії колективу

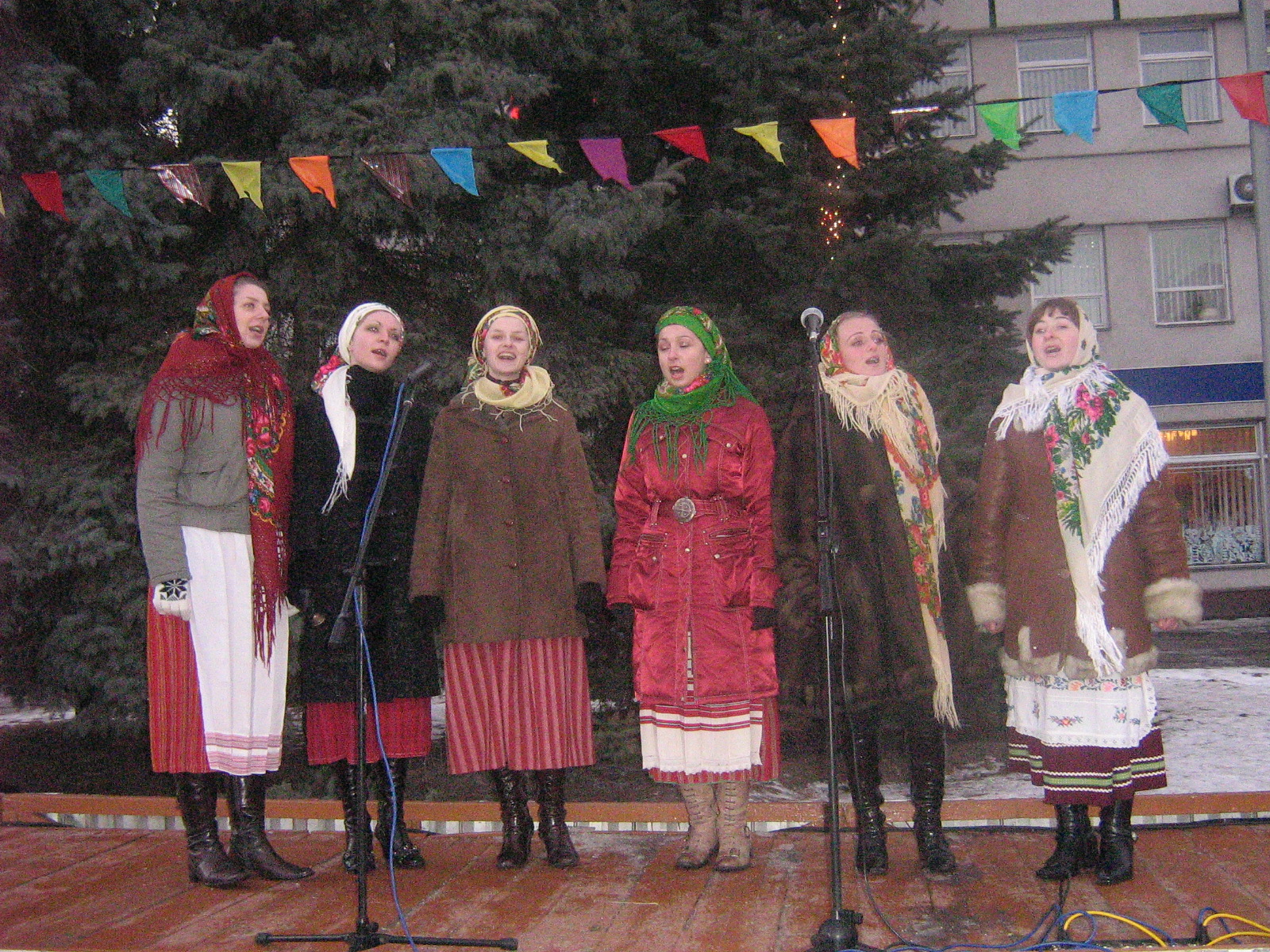
2008_Різдвяні піснеспіви
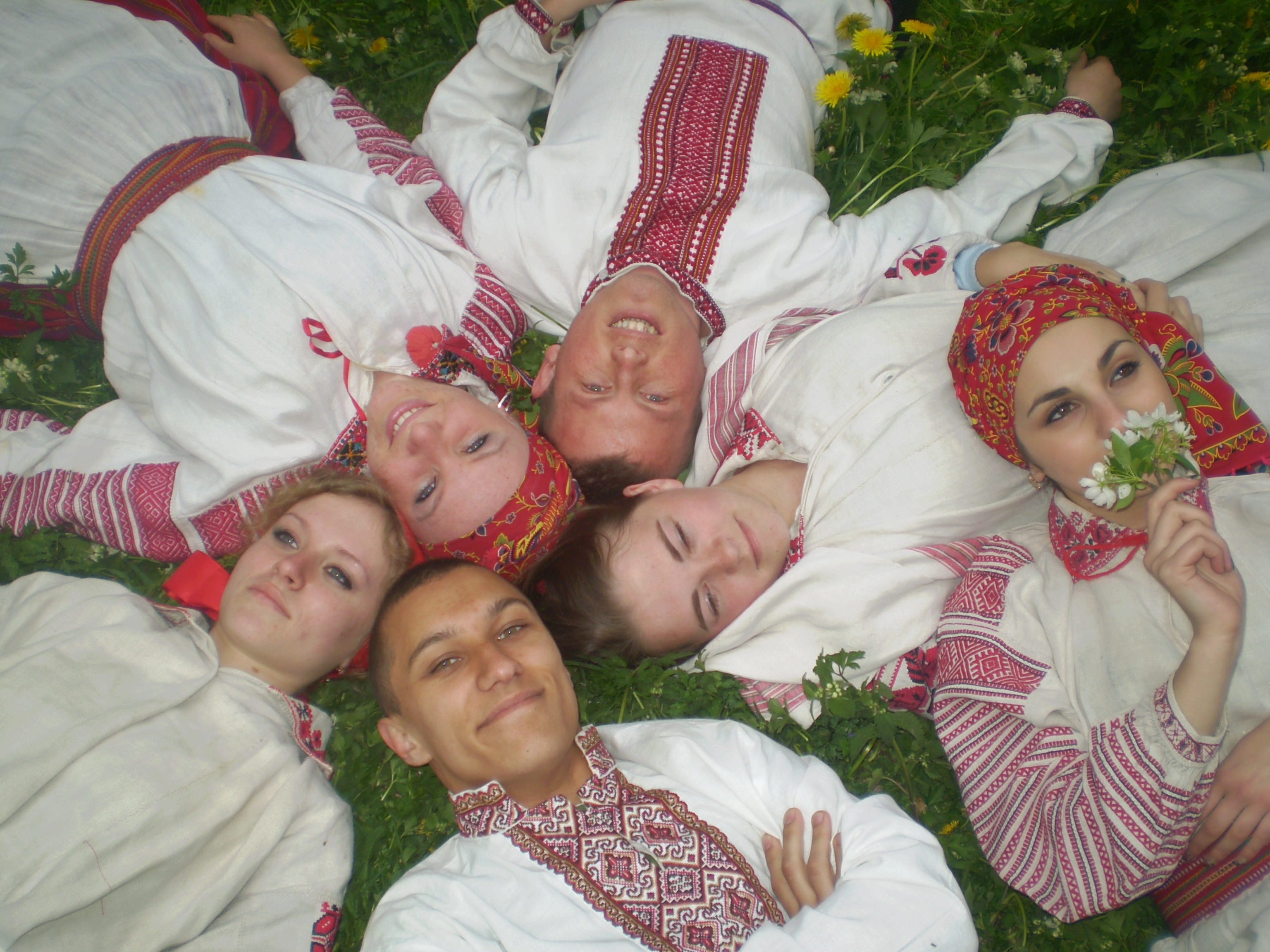
«Волиняни» 2009 року
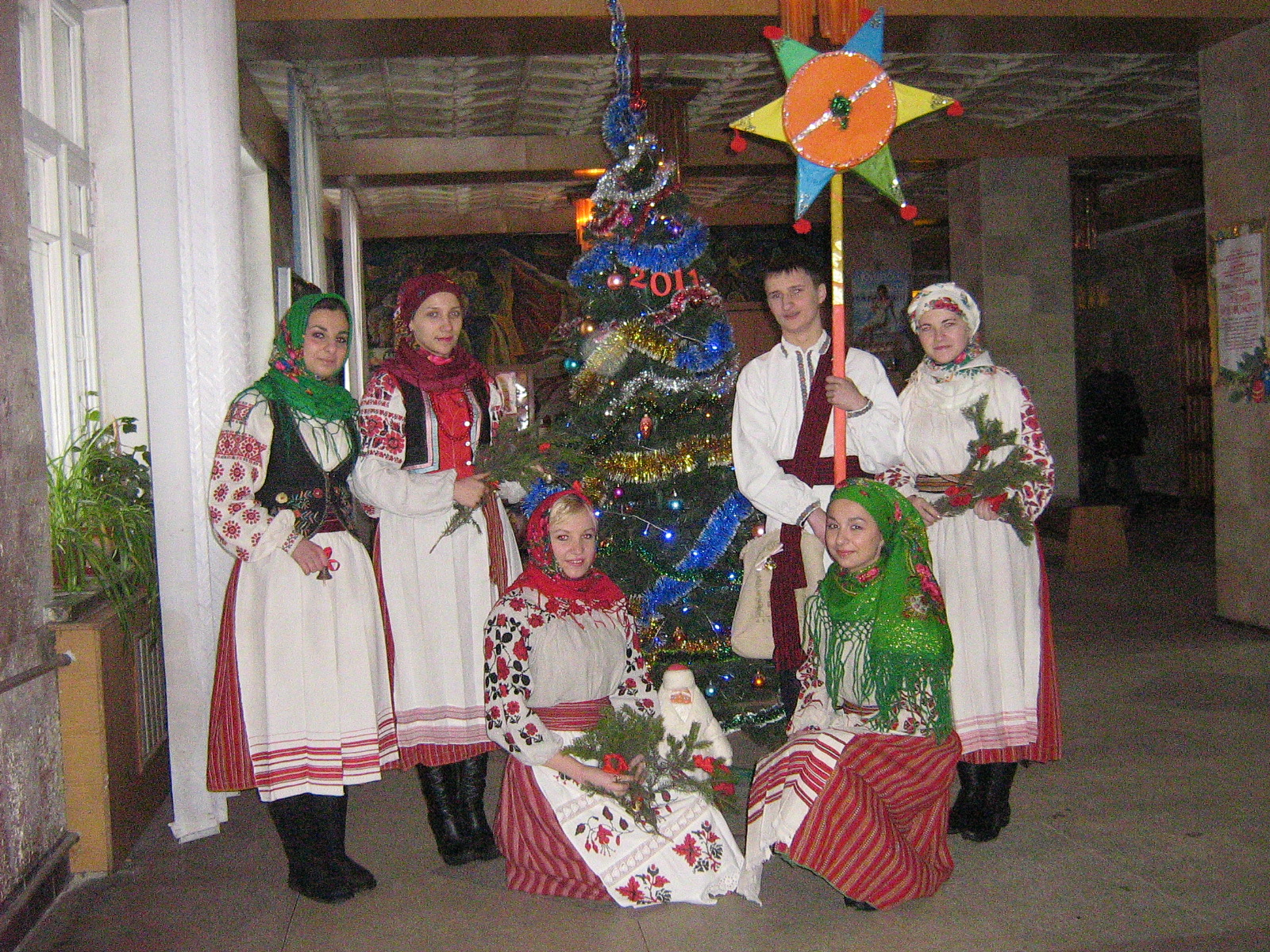
Коляда 2010
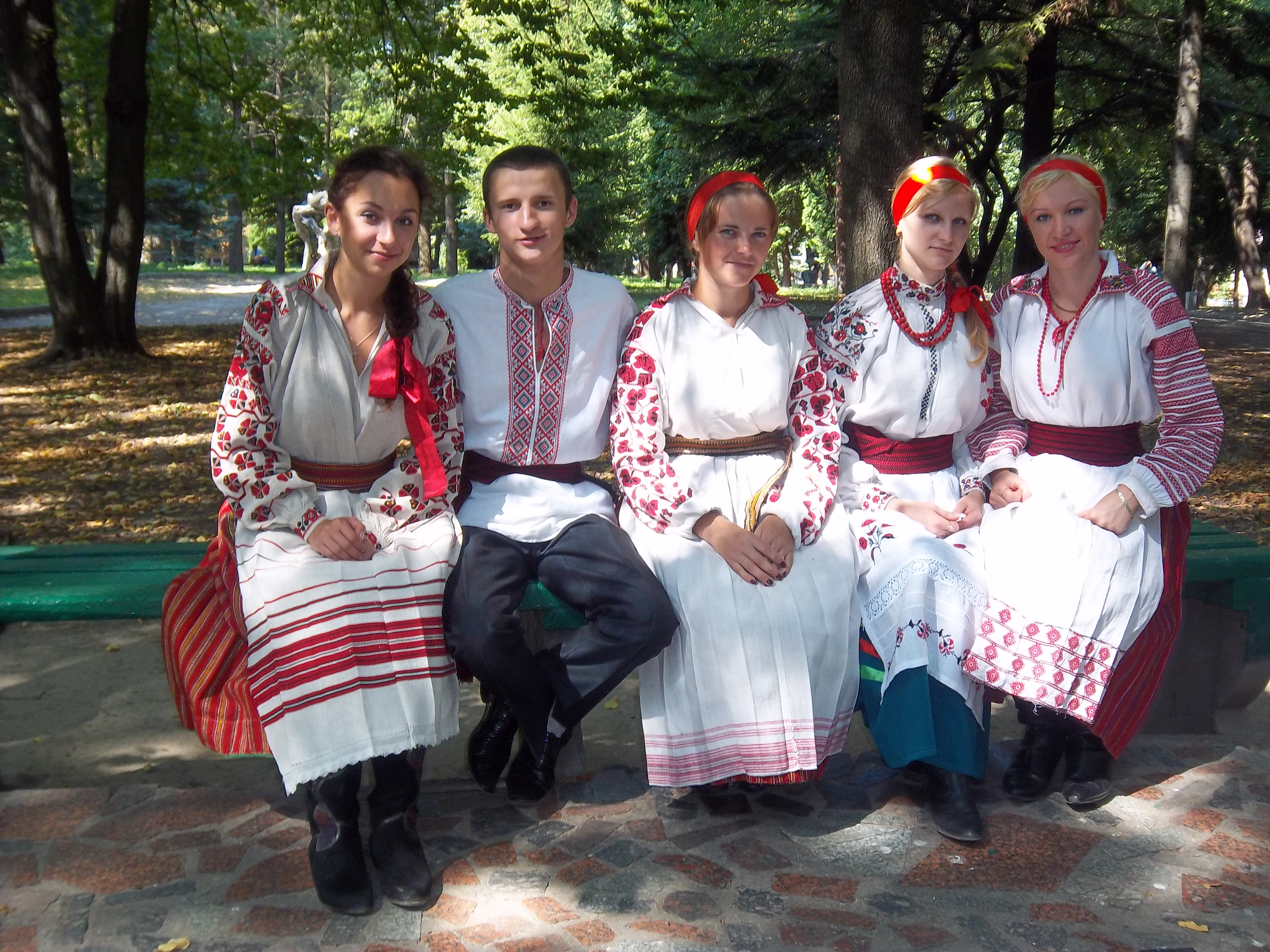
Фольклорний ансамбль у 2011 році
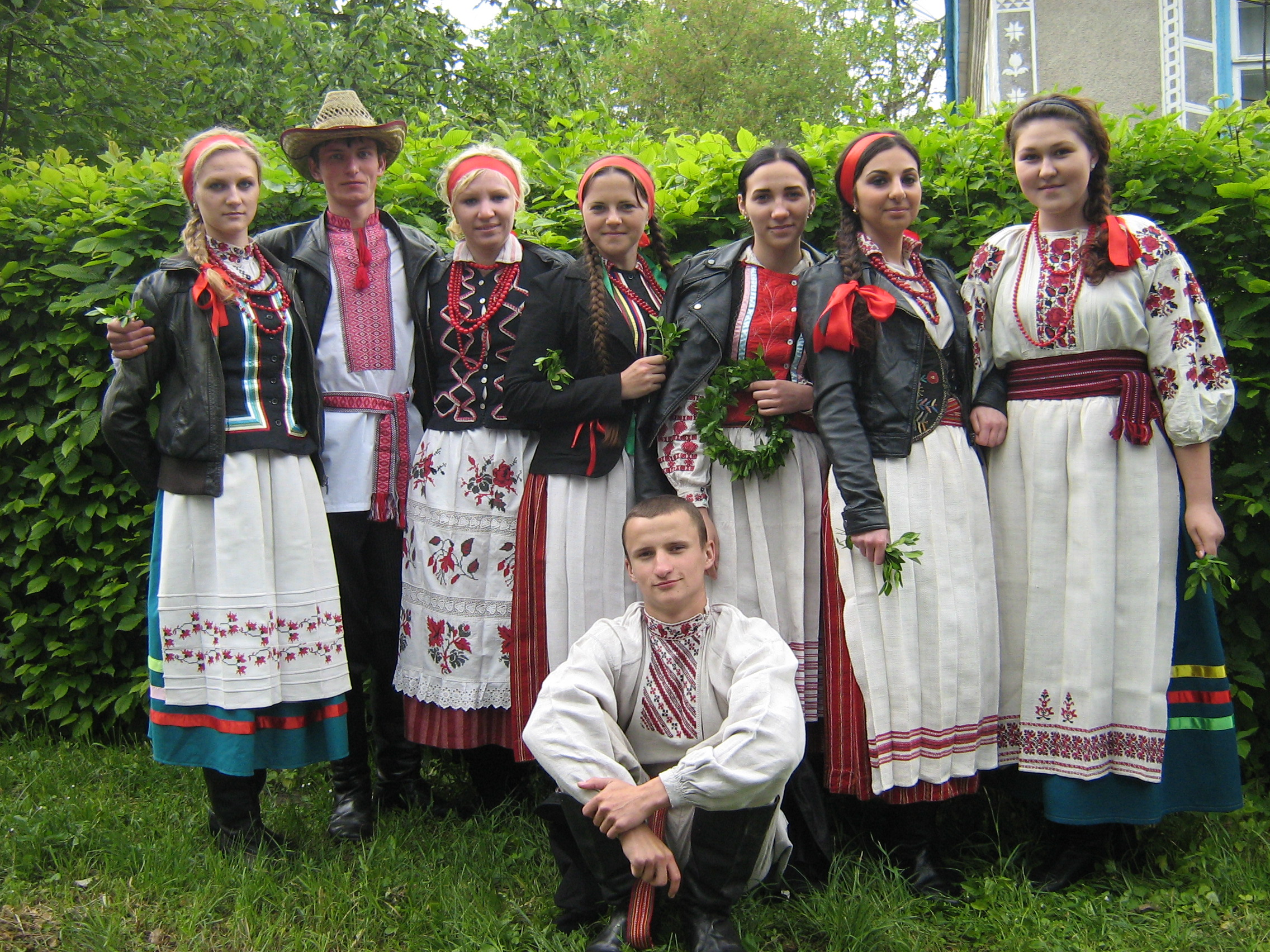
2012 рік — склад фольклорного ансамблю «Волиняни»
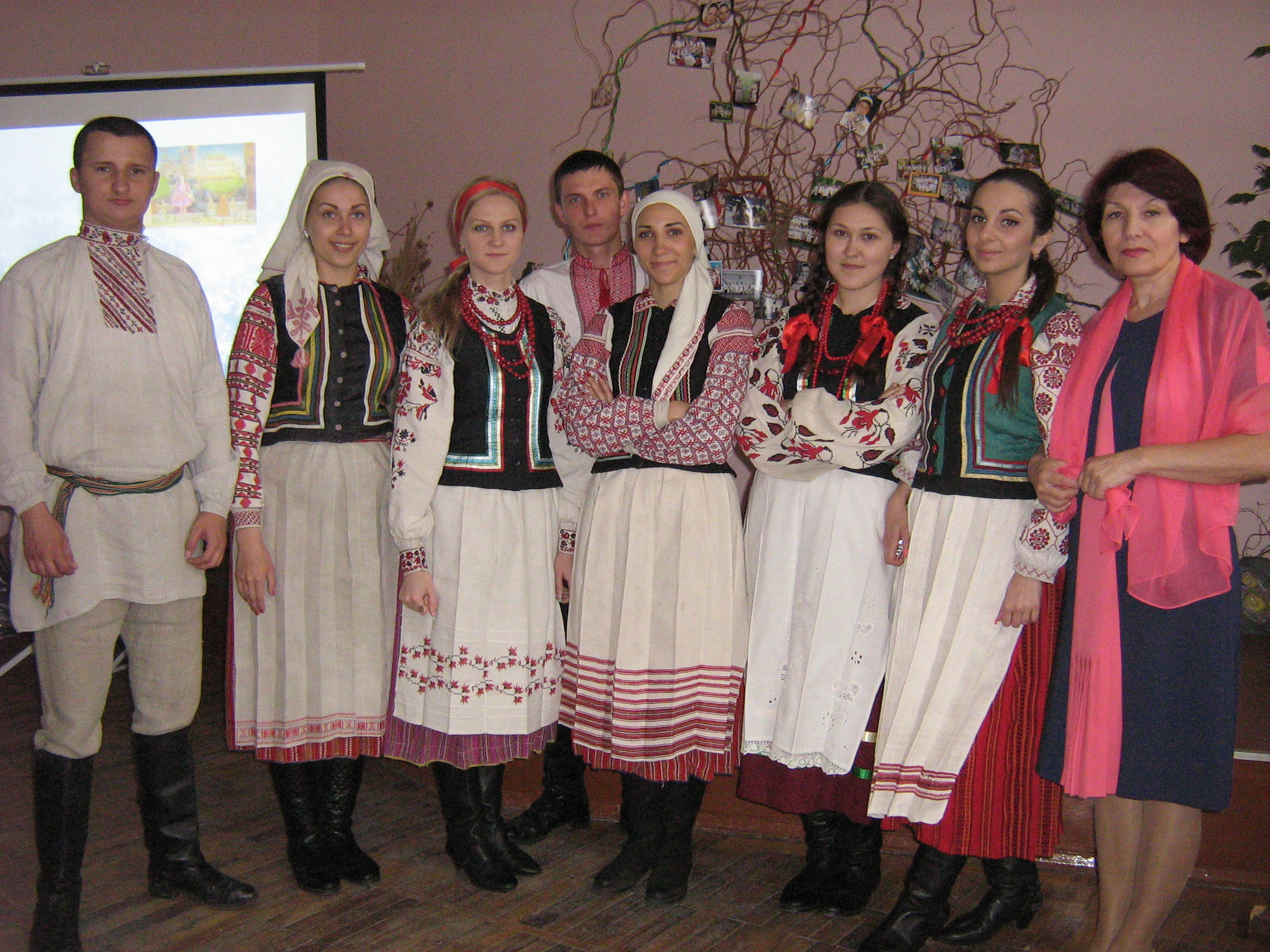
Фольклорний ансамбль «Волиняни» 2014 рік
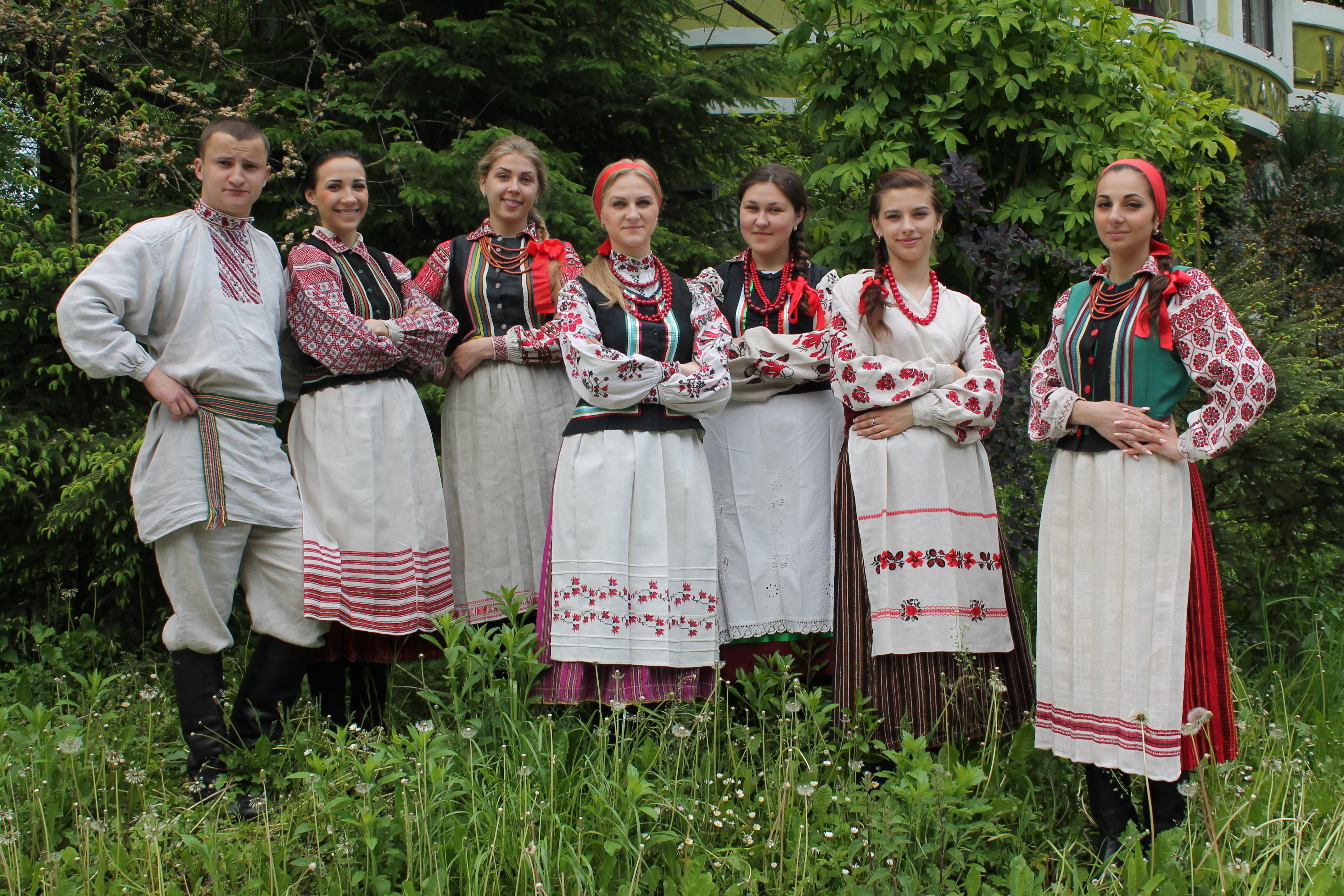
Фольклорний ансамбль «Волиняни» 2014 рік
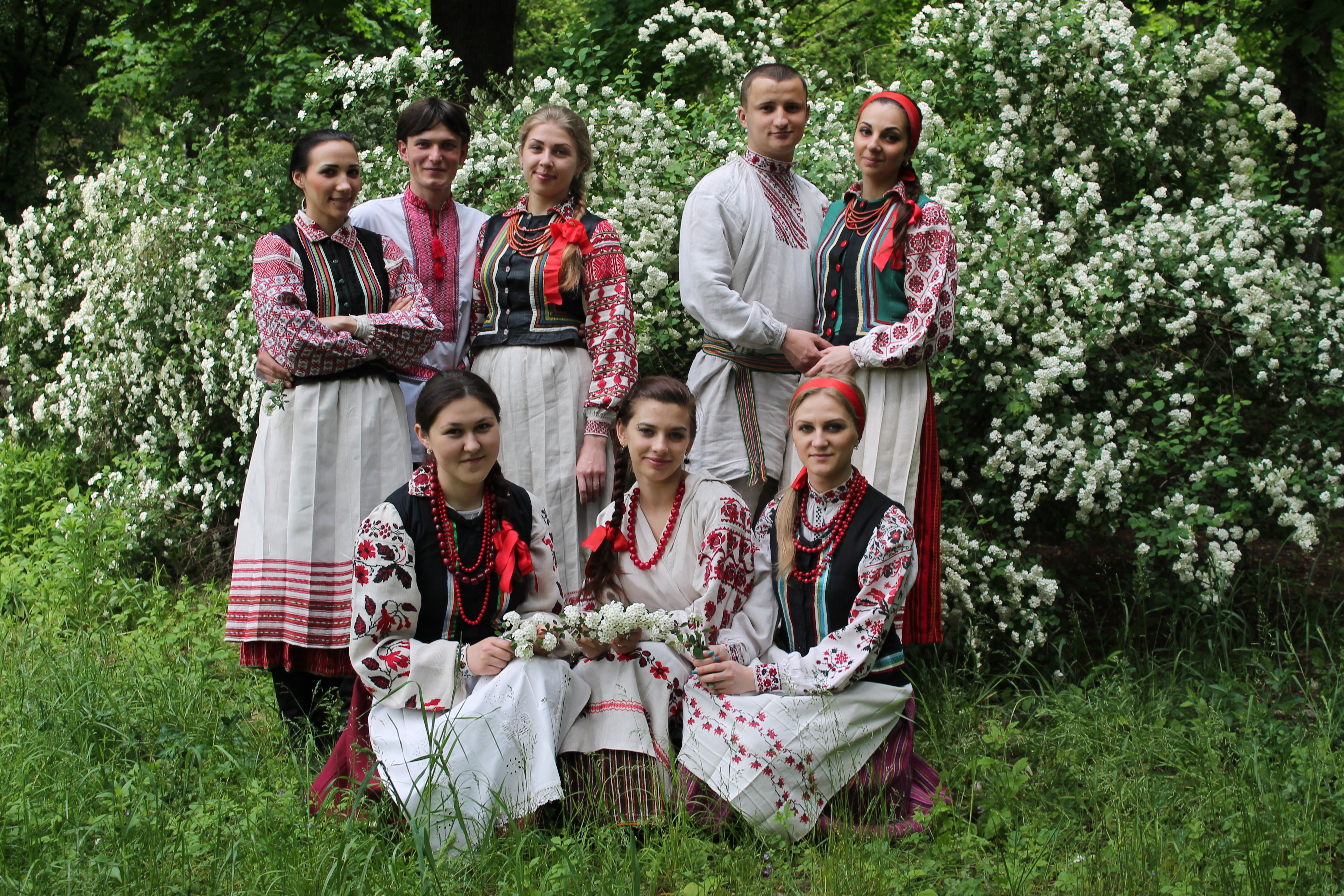
Фольклорний ансамбль «Волиняни» 2014 рік
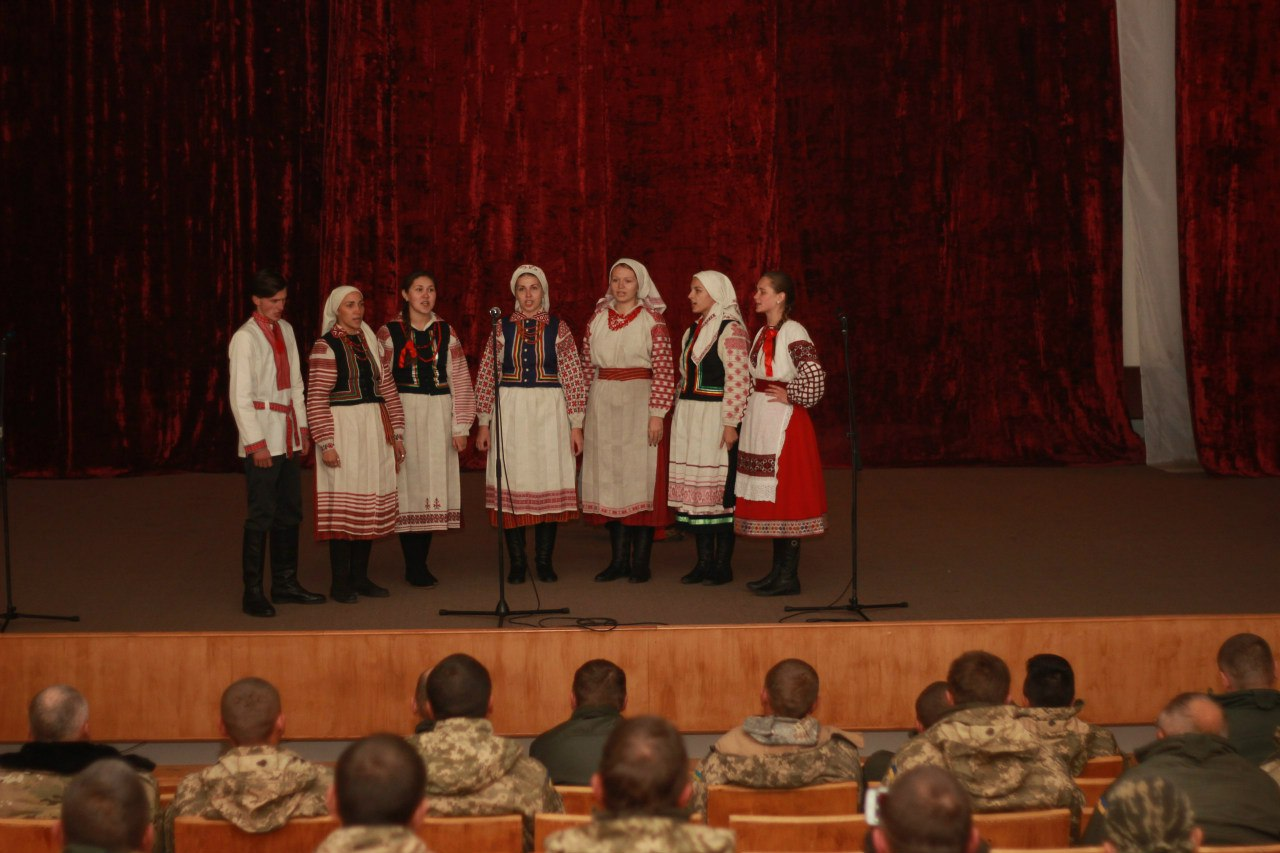
Фольклорний ансамбль «Волиняни» 2015 рік
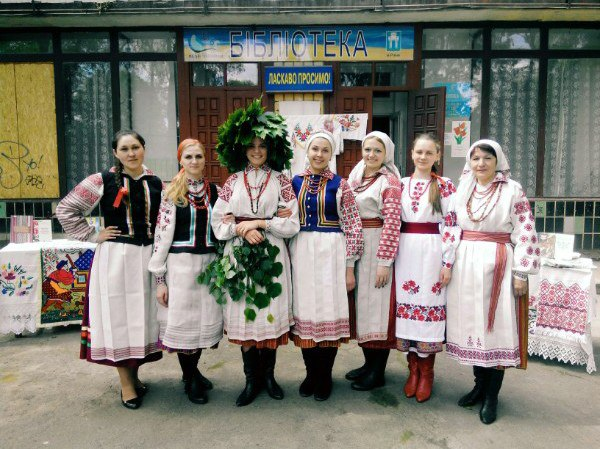
Фольклорний ансамбль «Волиняни» 2016 рік